# Sammy Nelson
Samuel Nelson (ur. 1 kwietnia 1949 w Belfaście) – północnoirlandzki piłkarz występujący na pozycji obrońcy.

## Kariera klubowa
Nelson zawodową karierę rozpoczynał w 1969 roku w angielskim Arsenalu. W First Division zadebiutował 25 października 1969 roku w zremisowanym 0:0 pojedynku z Ipswich Town. W 1971 roku zdobył z zespołem mistrzostwo Anglii oraz Puchar Anglii. W 1973 roku wywalczył z nim wicemistrzostwo Anglii. W 1980 roku dotarł z klubem do finału Pucharu Zdobywców Pucharów, jednak Arsenal uległ tam Valencii. Przez 12 lat w barwach Arsenalu Nelson rozegrał 339 spotkań i zdobył 12 bramek.
W 1981 roku odszedł do zespołu Brighton & Hove Albion, także grającego w First Division. W 1983 roku, po spadku tego klubu do Second Division, zakończył karierę.

## Kariera reprezentacyjna
W reprezentacji Irlandii Północnej Nelson zadebiutował w 1970 roku. W 1982 roku został powołany do kadry na mistrzostwa świata. Zagrał na nich w meczach z Hiszpanią (1:0) i Austrią (2:2). Z tamtego turnieju Irlandia Północna odpadła po drugiej rundzie.
W latach 1970–1982 w drużynie narodowej rozegrał w sumie 51 spotkań i zdobył 1 bramkę.